# ホモトピー群
ホモトピー群（ホモトピーぐん、homotopy group）は、数学の代数トポロジーにおいて位相空間を分類するために使われる。1次の最も簡単なホモトピー群は基本群であり、空間のループについての情報がわかる。直感的には、ホモトピー群は位相空間の基本的な形、穴、についての情報を持っている。
n 次ホモトピー群を定義するために、（基点付き）n 次元球面から与えられた（基点付き）空間の中への基点を保つ写像はホモトピー類と呼ばれる同値類へと集められる。2つの写像がホモトープ (homotopic) とは、一方から他方へ連続的に変形できることをいう。これらのホモトピー類たちが基点付きの与えられた空間 X の n 次ホモトピー群 (n-th homotopy group) と呼ばれる群 πn(X) をなす。異なるホモトピー群を持つ位相空間は決して同じ（同相）ではないが、逆は正しくない。
道のホモトピーの概念はカミーユ・ジョルダン (Camille Jordan) によって導入された。

## 導入
現代数学においては圏を、その各対象に、問題の対象についての十分な量の情報が残っているより単純な対象を割り当てることによって研究するのが一般的である。ホモトピー群は群を位相空間に割り当てるそのような方法である。

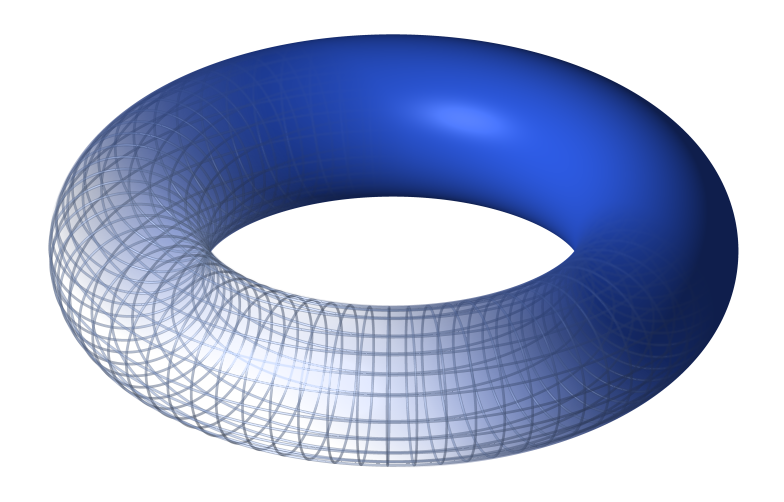
トーラス

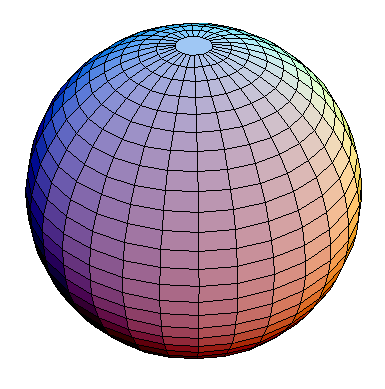
球面

トポロジーと群の間のつながりによって数学者は群論の見識をトポロジーに適用することができる。例えば、2つの位相的な対象が異なるホモトピー群を持てば、それらは同じ位相的構造を持っていない（このことは位相的な手法のみを用いて証明することは難しいかもしれない）。例えば、トーラスは球面とは異なる。トーラスには「穴」があるが球面にはないからである。しかしながら、連続性（トポロジーの基本的な概念）は局所的な構造しか扱わないから、明らかな大域的な差異をフォーマルに定義することは難しくあり得る。しかしながら、ホモトピー群は、大域的な構造についての情報を持っているのである。
例えば、トーラス T の1次ホモトピー群は
π1(T) = Z2
である、なぜならばトーラスの普遍被覆は複素平面 C で、トーラス T ≅ C / Z2 に写るからである。ここで商は群や環の圏ではなく位相空間の圏におけるものである。一方で球面 S2 は
π1(S2) = 0
を満たす、なぜならばすべてのループは定値写像に収縮できるからである（このことおよびより複雑なホモトピー群の例は球面のホモトピー群を参照）。
したがってトーラスは球面と同相ではない。

## 定義
n 次元球面 Sn において、基点 a を選ぶ。基点 b を持つ空間 X に対し、πn(X) を、基点 a を基点 b に写す写像
f : Sn → X
のホモトピー類全体の集合と定義する。とくに、同値類は球面の基点上定数なホモトピーによって与えられる。同値なことだが、πn(X) を n 次元立方体から X への、n 次元立方体の境界を b へ写す写像 g: [0,1]n → X のホモトピー類の群として定義できる。

基本群での合成

n ≥ 1 に対して、ホモトピー類全体は群をなす。群演算を定義するために、次のことを思い出そう：基本群において、2つのループ f と g の積 f ∗ g は次のように定義される：
{\displaystyle f\ast g={\begin{cases}f(2t)&{\text{if }}t\in [0,1/2]\\g(2t-1),&{\text{if }}t\in [1/2,1]\end{cases}}}
基本群における合成のアイデアは、1つめの道を辿り引き続いて2つめの道を辿るというもの、あるいは同じことだが、それら2つの定義域を一緒にするというものである。n 次ホモトピー群に対して欲しい合成の概念は次の点を除いて同じである：今定義域は立方体であり、面に沿って貼りあわせなければならない。したがって写像 f, g: [0,1]n → X の和を次の式で定義する。
(f + g)(t1, t2, ..., tn) = f(2t1, t2, ..., tn) for t1 in [0,1/2]
(f + g)(t1, t2, ..., tn) = g(2t1 − 1, t2, ..., tn) for t1 in [1/2,1].
球面の場合の対応する定義は、次のようになる。写像 f, g: Sn → X の和 f + g を、Ψ を h と合成したものと定義する。ここで Ψ は赤道を潰す Sn から2つの n 次元球面のウェッジ和への写像で、h は1つ目の球面上では f, 2つ目の球面上では g と定義された、2つの n 次元球面のウェッジ和から X への写像である。
n ≥ 2 であれば、πn はアーベル群である。（このことの証明には、2次元以上では、2つのホモトピーを互いの周りに「回転」させることができることに注意しよう。Eckmann–Hilton argumentを参照。）さらに、基本群と同様、弧状連結な空間に対しては基点をどこに取ろうとも同型な πn が生じる（Allen Hatcher Algebraic topology section 4.1 参照）。
基点を省略することでホモトピー群の定義を単純化しようとすることは心をそそるが、これは単連結でない空間に対しては、弧状連結空間に対してさえも、通常うまくいかない。球面から弧状連結空間への写像のホモトピー類全体の集合は、ホモトピー群ではなく、本質的にはホモトピー群上の基本群の軌道の集合であり、一般には自然な群構造を持たない。
空間の n 次元立方体とフィルター付き空間の高次ホモトピー亜群を定義することによって解決策は見つかっている。これらはそれぞれ相対ホモトピー群と n 進ホモトピー群に関係している。すると高次のホモトピーのファン・カンペンの定理によってホモトピー群やさらにはホモトピー型についても新しい情報を手に入れることができる。さらなる背景や文献は、"Higher dimensional group theory" および下の参考文献を参照。

## ファイブレーションの長完全列
p: E → B をファイバーを F とする基点を保つセール・ファイブレーションとする、つまり、CW複体に関してホモトピーリフトの性質を持つ写像とする。B は弧状連結であるとする。このときホモトピー群の長完全列
... → πn(F) → πn(E) → πn(B) → πn−1(F) →... → π0(E) → 0
が存在する。ここで π0 に関する写像は π0 が群でないから群準同型ではないが、像は核に等しいという意味で完全である。
例： ホップ・ファイブレーション。B を S2 とし E を S3 とする。p をホップ・ファイブレーションとする。ファイバーは S1 である。長完全列
⋯ → πn(S1) → πn(S3) → πn(S2) → πn−1(S1) → ⋯
と、n ≥ 2 のとき πn(S1) = 0 であることから、n ≥ 3 のとき πn(S3) = πn(S2) であることが分かる。とくに、π3(S2) = π3(S3) = Z である。
被覆空間の場合には、ファイバーが離散的なとき、次のことが成り立つ。すべての n > 1 に対して、πn(E) は πn(B) に同型であり、すべての n > 0 に対して πn(E) は πn(B) に単射に埋め込まれ、π1(E) の埋め込みに対応する π1(B) の部分群はファイバーの元たちと全単射に対応する剰余集合を持つ。

## 計算の手法
ホモトピー群の計算は代数トポロジーで学ぶ他のホモトピー不変量のいくつかよりも一般にはるかに難しい。基本群に対するザイフェルト–ファン・カンペンの定理や特異ホモロジーおよびコホモロジーに対する切除定理とは異なり、空間をより小さい空間へ分解することによりホモトピー群を計算する単純な方法は知られていない。しかしながら、高次ホモトピー亜群に対するファン・カンペン型の定理に関する1980年代に発展した手法によって、ホモトピー型したがってホモトピー群についての新しい計算ができるようになった。結果については例えば以下にリストされている Ellis と Mikhailov による2008年の論文を参照。
トーラスなどのいくつかの空間では、すべての高次ホモトピー群（すなわち2次以上のホモトピー群）は自明である。これらはいわゆるaspherical spaceである。しかしながら、球面のホモトピー群を計算する熱烈な研究にもかかわらず、2次元においてさえ、完全なリストは分かっていない。S2 の4次ホモトピー群の計算でさえ定義から思いつくような技術よりもはるかに進んだものが必要なのである。とくにセールのスペクトル系列はまさにこの目的のために構成されたのである。
n連結空間のあるホモトピー群はフレヴィッツの定理を用いてホモロジー群と比較して計算できる。

## ホモトピー群の計算に使う手法のリスト
- ファイブレーションのホモトピー群の長完全列。
- フレヴィッツの定理、いくつかのバージョンがある。
- Blakers–Masseyの定理（英語版）、ホモトピー群に対する切除とも呼ばれる。
- Freudenthalの懸垂定理（英語版）、ホモトピー群に対する切除の系。

## 相対ホモトピー群
A を X の部分空間として、対 (X, A) に対し、相対ホモトピー群 πn(X, A) もある。そのような群の元は境界 Sn−1 を A の中に写す based map Dn → X のホモトピー類である。2つの写像 f, g が homotopic relative to A とは、各 p ∈ Sn−1 と t ∈ [0, 1] に対して元 F(p, t) が A に入るような基点を保つホモトピー F: Dn × [0,1] → X によってホモトープであることをいう。通常のホモトピー群は A が基点という特別な場合である。
これらの群は n ≥ 3 に対して可換であるが、n = 2 に対して bottom group π1(A) の crossed moduleの top group をなす。
相対ホモトピー群の長完全列がある。

## 関連概念
ホモトピー群はホモトピー論において基本的であり、ホモトピー論はモデル圏の発展を刺激した。単体的集合に対して抽象ホモトピー群を定義することが可能である。